# Шугурова, Галима Ахметкареевна
Галима́ Ахметкареевна Шугу́рова (тат. Ğalima Əxmətgərəy qızı Şөgurova, Галима Әхмәтгәрәй кызы Шөгурова) (8 ноября 1953, Омск, РСФСР, СССР) — советская гимнастка, заслуженный мастер спорта СССР по художественной гимнастике (1973). Первая чемпионка Европы в этом виде спорта. Заслуженный тренер РСФСР.

## Биография
Галима родилась в сибирскотатарской семье 8 ноября 1953 года в городе Омске. В 9 лет, что по современным меркам очень поздно, попала в кружок художественной гимнастики в омском спортивном клубе «Красная звезда», ее первым тренером стала Галина Павловна Горенкова. Под руководством тренера она стала занимать первые места на соревнованиях в Омске, а затем и по всей России. Галима Шугурова в интервью называет Галину Горенкову первым и своим единственным наставником в художественной гимнастике, которая уделяла ей максимум внимания во время тренировок. Это привело к тому, что спортсменка уже в возрасте 13 лет смогла войти в юниорскую сборную страны. Спортсменка считает, что стала заниматься художественной гимнастикой отчасти потому, что ее тренер смогла внушить что этот вид спорта - замечательный.
Уже через 5 лет она впервые выступала на чемпионате РСФСР, где заняла второе место в многоборье и первое место — в упражнении без предмета.
В 1969 году пришел первый мировой успех. Шугурова включена в сборную Советского Союза для участия в чемпионате мира, который проходил в Варне (Болгария). На нём Галима Шугурова заняла второе место в многоборье после опытной болгарской гимнастки Марии Гиговой. В упражнениях со скакалкой и мячом были завоеваны золотые медали. В 1973 году на чемпионате мира, который проходил в Голландии (Роттердам), впервые на верхнюю ступень пьедестала почета поднялись две абсолютные чемпионки мира — россиянка Галима Шугурова и болгарка Мария Гигова. Ко всему прочему, омичка завоевала золотые медали в упражнениях с лентой, булавами и мячом.
В 1978 году в Испании (Мадрид) впервые в истории художественной гимнастики состоялся чемпионат Европы. Первой абсолютной чемпионкой стала Галима Шугурова. Кроме того она завоевала золотые медали в упражнениях с лентой и скакалкой.
В 1978 году Галима Шугурова завершила спортивные выступления.
С 1983 года начала работу в качестве тренера. За десять лет Шугурова вместе с Людмилой Томашевской подготовила чемпионку мира и Европы в групповых упражнениях Санию Бабий, за что ей было присвоено звание заслуженного тренера РСФСР.
В 1992 году Шугурова была избрана вице-президентом Олимпийского комитета России.
Сейчас Галима Ахметкареевна живет в Москве, до недавнего времени занимала пост вице-президента Всероссийской федерации художественной гимнастики.
За заслуги в спорте награждена орденом «Знак почёта».

## Спортивные достижения
- 1967 — Чемпионат РСФСР. Второе место в многоборье и первое место — в упражнении без предмета.
- 1969 — Чемпионат мира, Варна (Болгария). Второе место в многоборье, золотые медали упражнениях со скакалкой.
- 1972 — Кубок Интервидения, (Чехословакии). Второе место в многоборье.
- 1973 — Первенство СССР — первое место.
- 1973 — Кубок СССР — первое место.
- 1973 — Чемпионат мира, Роттердам (Нидерланды) — первое место.
- 1977 — Чемпионат мира Базель, (Швейцария) — 2 место в многоборье, первое место в упражнениях со скакалкой, обручем и мячом.
- 1978 — Чемпионат Европы, Мадрид (Испания) — абсолютная чемпионка.

## Имя
И в зарубежной, и в отечественной прессе её имя иногда переиначивали на Галина.